# Maruša Ferk
Pour les articles homonymes, voir Ferk.
Maruša Ferk, née le 27 septembre 1988 à Jesenice, est une skieuse alpine slovène. Elle est une skieuse polyvalente, obtenant ses meilleurs résultats en combiné.

## Biographie
Membre du club DTV Partizan Blejska Dobrava, elle prend part à ses premières compétitions régies par la FIS en 2004 puis à la Coupe du monde à partir de 2007, marquant ses premiers points à l'occasion à Cortina d'Ampezzo (18e du slalom géant), après notamment deux victoires en Coupe d'Europe, sur un slalom et un super combiné. Aux Championnats du monde junior, elle accumule trois quatrièmes places (2 en slalom et 1 en super G), mais remporte la médaille de bronze du combiné en 2007 à Altenmarkt. En 30 janvier 2009, elle obtient son premier podium en Coupe du monde en terminant troisième du slalom de Garmisch-Partenkirchen derrière Lindsey Vonn et Maria Riesch, après une remontée à partir du seizième rang acquis en première manche. Il s'agit aussi de son premier top dix. Aux Championnats du monde 2009 à Val d'Isère, elle est notamment dixième du super-combiné. Dans cette épreuve, elle obtient d'autres résultats dans le top dix aux mondiaux : neuvième à Garmisch-Partenkirchen en 2011, huitième à Schladming en 2013 et dixième à Cortina d'Ampezzo en 2021. La polyvalence de la Slovène est remarquée en Coupe du monde, accrochant le top dix en descente en mars 2010 à Crans Montana, ainsi que sur cinq manches de combiné entre 2012 et 2020, dont une quatrième place à Val d'Isère en décembre 2015.
Elle participe à ses premiers Jeux olympiques en 2010, où elle prend quatre départs. Aux Jeux olympiques de Sotchi 2014, elle est présente sur toutes les courses et réalise son meilleur résultat au super-combiné avec une dixième place.
Ferk participe à ses troisièmes jeux olympiques en 2018, où son meilleur résultat est 18e du slalom.

## Palmarès

### Jeux olympiques
| Épreuve / Édition | Vancouver 2010 | Sotchi 2014 | Pyeongchang 2018 |
| Descente          | 20e            | 18e         | 19e              |
| Super G           | Abandon        | 16e         | 25e              |
| Slalom géant      | -              | Abandon     | -                |
| Slalom            | 23e            | 19e         | 18e              |
| Super combiné     | 15e            | 10e         | Abandon          |

### Championnats du monde
| Épreuve / Édition | Åre 2007 | Val d'Isère 2009 | Garmisch-Partenkirchen 2011 | Saint-Moritz 2017 | Åre 2019 | Cortina d'Ampezzo 2021 |
| Descente          |          | 22e              | 12e                         | 23e               | 33e      | 22e                    |
| Super G           |          | Abandon          | 27e                         | 30e               |          | 24e                    |
| Slalom géant      | 26e      | 27e              | 26e                         |                   |          |                        |
| Slalom            | 26e      | 17e              | Abandon                     | Abandon           |          |                        |
| Super combiné     |          | 10e              | 9e                          | 8e                | 16e      | 10e                    |

### Coupe du monde
- Meilleur classement général : 44e en 2010.
- 1 podium (en slalom) : 1 troisième place.

#### Classements en Coupe du monde
| Année/Classement | Année/Classement | Général | Général | Descente | Descente | Super G | Super G | Slalom géant | Slalom géant | Slalom | Slalom | Combiné | Combiné | Parallèle                        | Parallèle     |
| ---------------- | ---------------- | ------- | ------- | -------- | -------- | ------- | ------- | ------------ | ------------ | ------ | ------ | ------- | ------- | -------------------------------- | ------------- |
| Année/Classement | Année/Classement | Class.  | Points  | Class.   | Points   | Class.  | Points  | Class.       | Points       | Class. | Points | Class.  | Points  |                                  |               |
| 2007             | 2007             | 111e    | 13      | -        | -        | -       | -       | 42e          | 13           | -      | -      | -       | -       | Épreuve inexistante à cette date | Modèle:No n g |
| 2008             | 2008             | 94e     | 24      | -        | -        | -       | -       | -            | -            | 39e    | 24     | -       | -       | Épreuve inexistante à cette date | Modèle:No n g |
| 2009             | 2009             | 51e     | 130     | -        | -        | -       | -       | 42e          | 16           | 19e    | 103    | 37e     | 11      | Épreuve inexistante à cette date | Modèle:No n g |
| 2010             | 2010             | 44e     | 169     | 32e      | 51       | 32e     | 35      | -            | -            | 29e    | 49     | 13e     | 34      | Épreuve inexistante à cette date |               |
| 2011             | 2011             | 58e     | 103     | 30e      | 43       | 50e     | 3       | -            | -            | 46e    | 16     | 18e     | 41      | Épreuve inexistante à cette date |               |
| 2012             | 2012             | 45e     | 160     | 23e      | 88       | 40e     | 9       | -            | -            | -      | -      | 6e      | 63      | Épreuve inexistante à cette date |               |
| 2013             | 2013             | 114e    | 5       | -        | -        | -       | -       | -            | -            | 52e    | 5      | -       | -       | Épreuve inexistante à cette date |               |
| 2014             | 2014             | 59e     | 94      | 33e      | 41       | 32e     | 33      | -            | -            | 50e    | 5      | 16e     | 15      | Épreuve inexistante à cette date |               |
| 2015             | 2015             | 121e    | 2       | -        | -        | 55e     | 2       | -            | -            | -      | -      | -       | -       | Épreuve inexistante à cette date |               |
| 2016             | 2016             | 60e     | 121     | 38e      | 13       | 50e     | 4       | -            | -            | 32e    | 50     | 14e     | 54      | Épreuve inexistante à cette date |               |
| 2017             | 2017             | 62e     | 115     | 49e      | 5        | -       | -       | -            | -            | 29e    | 43     | 10e     | 67      | Épreuve inexistante à cette date |               |
| 2018             | 2018             | 58e     | 123     | -        | -        | 54e     | 2       | -            | -            | 25e    | 79     | 13e     | 42      | Épreuve inexistante à cette date |               |
| 2019             | 2019             | 77e     | 54      | -        | -        | -       | -       | -            | -            | 30e    | 54     | -       | -       | Épreuve inexistante à cette date |               |
| 2020             | 2020             | 75e     | 50      | -        | -        | -       | -       | -            | -            | 50e    | 5      | 12e     | 40      | 42e                              | 5             |

### Championnats du monde junior
- Médaille de bronze du combiné en 2007 à Altenmarkt.

### Coupe d'Europe
- 2e du classement général en 2007.
- Gagnante du classement de super combiné en 2007.
- 4 victoires (2 en slalom et 2 en combiné).

### Coupe nord-américaine
- 2e du classement de descente en 2015.
- 2 podiums, dont 1 victoire.

### Championnats de Slovénie
- Titrée en slalom géant en 2007.
- Titrée en descente en 2010.
- Titrée en combiné en 2007, 2010 et 2017.
- Titrée en super G en 2016.
- Titrée en slalom en 2017.